# Крёпелинер-штрассе

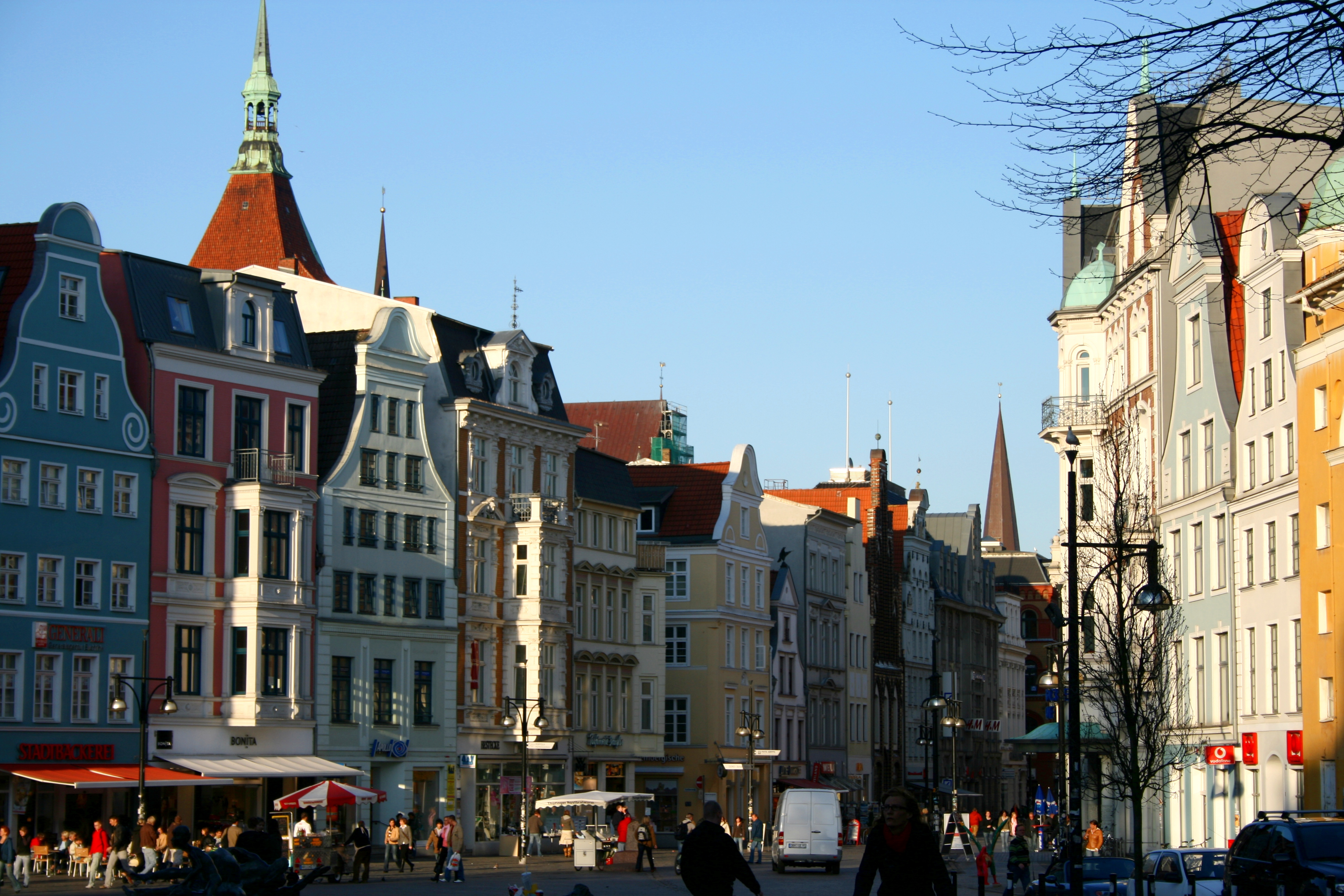
Крёпелинер-штрассе

Крёпелинер-штрассе (нем. Kröpeliner Straße — «Крёпелинская улица») — главная торговая улица в историческом центре Ростока, которая ведёт от площади Нойер-Маркт с востока на запад к Крёпелинским воротам. Предположительно улица получила своё название в честь города Крёпелина, находящегося к западу от Ростока, либо в честь одноимённой патрицианской семьи, проживавшей в городе. В центральной части улицы находится Университетская площадь и главное здание Ростокского университета. Улица имеет длину 650 м и знаменита своими традиционно оформленными разноцветными фронтонами домов, возведённых в различных архитектурных стилях: кирпичная готика, ренессанс, классицизм, барокко, эклектика и постмодерн. С 1968 года является пешеходной зоной, став одной из первых в ГДР. На Крёпелинер-штрассе работает более 250 магазинов.